# Burns City (Indiana)
Burns City es un lugar designado por el censo ubicado en el condado de Martin en el estado estadounidense de Indiana. En el Censo de 2010 tenía una población de 117 habitantes y una densidad poblacional de 61,05 personas por kilómetro cuadrado.

## Geografía
Burns City se encuentra ubicado en las coordenadas 38°49′2″N 86°53′38″O / 38.81722, -86.89389. Según la Oficina del Censo de los Estados Unidos, Burns City tiene una superficie total de 1.92 km², de la cual 1.9 km² corresponden a tierra firme y (0.68 %) 0.01 km² es agua.

## Demografía
Según el censo de 2010, había 117 personas residiendo en Burns City. La densidad de población era de 61,05 hab./km². De los 117 habitantes, Burns City estaba compuesto por el 99.15 % blancos, el 0 % eran afroamericanos, el 0 % eran amerindios, el 0.85 % eran asiáticos, el 0 % eran isleños del Pacífico, el 0 % eran de otras razas y el 0 % pertenecían a dos o más razas. Del total de la población el 0.85 % eran hispanos o latinos de cualquier raza.